# ماساتوشي تاناكا
ماساتوشي تاناكا (باليابانية: 田中 政俊) (5 أبريل 1977 في كاناغاوا في اليابان – )؛ هو لاعب كرة قدم سابق كان يلعب كمدافع.